# Quincy Ayé
Quincy Ayé (* 27. Februar 1995 in Dunkerque) ist ein französischer Volleyball- und Beachvolleyballspieler.

## Karriere Hallenvolleyball
Quincy Ayé spielte als Jugendlicher Hallenvolleyball beim heimatlichen Verein Dunkerque Grand Littoral Volley-Ball. Von 2014 bis 2016 war der Diagonalangreifer bei Arago de Sète aktiv und wurde hier 2016 französischer Vizemeister. Auch im europäischen CEV-Pokal kam Ayé zum Einsatz.

## Karriere Beachvolleyball
Von September 2016 bis September 2018 spielte Ayé zusammen mit Youssef Krou Beachvolleyball. Ayé/Krou gewannen im Juli 2017 das FIVB 1-Stern Turnier in Agadir. Ende 2017 hatten die beiden Franzosen drei weitere Spitzenplatzierungen auf der World Tour. Seit Oktober 2018 war Arnaud Gauthier-Rat Ayés neuer Partner. 2019 wurden Ayé/Gauthier-Rat französische Meister und erreichten beim World Tour Final 2019 Platz neun.
Seit 2022 spielt Ayé mit seinem jüngeren Bruder Calvin Ayé zusammen auf nationalen Turnieren und auf der neugeschaffenen World Beach Pro Tour. Die beiden gewannen dabei die französische Meisterschaft, das Future-Turnier in Cortegaça und wurden beim Elite16-Turnier im australischen Torquay Fünfte. Mit seinem früheren Partner Youssef Krou startete er bei der Europameisterschaft in München, bei der er als Gruppenzweiter in der ersten KO-Runde gegen das lettische Duo Samoilovs/Šmēdiņš verlor. 2023 belegten die Brüder den Bronzerang beim Future in Montpellier und gewannen die Goldmedaille bei den Mediterranean Beach Games in Heraklion. Im letzten Monat des Jahres erreichten sie die Endrunde beim Queen & Kings of the Court Finale in Doha. Sie konnten zwar die Deutschen Nils Ehlers und Clemens Wickler nicht bezwingen, ließen aber die Engländer Javier und Joaquin Bello hinter sich. 2024 wurden die französischen Brüder zum zweiten Mal gemeinsam Landesmeister und gewannen danach ein weiteres nationales Event. Dies war das letzte Turnier, an dem Quincy Ayé in dieser Saison teilnahm. 

## Privates
Edossa Ayé, der Vater von Quincy Ayé, spielte früher ebenfalls Volleyball, u. a. für Nigeria und Dunkerque Grand Littoral Volley-Ball. Seine Mutter war als Basketballerin aktiv. Neben seinem Bruder Calvin hat Quincy noch zwei jüngere Geschwister. Ryan Nosa wurde am 18. März 2005 geboren und tritt ebenso sportlich in die Fußstapfen seiner Mutter wie O’Neil Uche, der am 26. März 2011 zur Welt kam.